# Hypeman
Een hypeman is een emcee die meedoet aan hiphop-optredens en niet zozeer gekozen is vanwege vocale of muzikale kwaliteiten maar meer om het publiek op te zwepen.
Het doel van hypemen is om de publieksparticipatie te vergroten en zo de taak van de emcees, het in beweging zetten van het publiek, te verlichten.
De term wordt ook wel op denigrerende wijze gebruikt.

## Beroemde hypemen
Flavor Flav staat bekend als degene die de rol van de hypeman gepopulariseerd heeft. Andere beroemde voorbeelden zijn Lil' Jon en Fatman Scoop.